# Église Saint-Étienne de Butgenbach
Pour les articles homonymes, voir Église Saint-Étienne et Saint-Étienne (homonymie).
L'église Saint-Étienne est un édifice religieux catholique sis au centre de Butgenbach, en province de Liège (Belgique). Construite en style néo-roman au début des années 1930 pour remplacer un bâtiment devenu exigu l’église est l'œuvre de l'architecte malmedien Henry Cunibert dont c'est le plus important projet réalisé.

## Histoire
Bütgenbach était déjà un centre religieux important au XIIe siècle, vu que c'est là que se tenait l'église paroissiale regroupant les villages de Bütgenbach, Nidrum, Weywertz, Sourbrodt, Robertville et Elsenborn.
Ainsi, jusqu'au milieu du XXe, se trouvait - à l'emplacement du cimetière actuel - une église de style gothique, construite à partir du XIIe siècle et plusieurs fois agrandie et aménagée jusqu'au XVIIIe. L'édifice était simple, avec une vaste nef accolée à un clocher massif (XIIe siècle). L'entrée principale se situait latéralement par rapport à son axe.

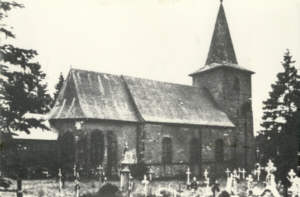
Vue de l'ancienne église

Au début du XXe siècle, l'église étant trop petite, il fut décidé par le conseil communal de Bütgenbach (en 1925) d'y remédier. Deux possibilités : modifier et agrandir l'église existante ou, plus simplement, en construire une nouvelle. En 1929 la seconde option fut choisie.
Le projet fut confié à l'architecte Henry Cunibert, qui avait déjà construit quelques églises dans la région. La première pierre fut posée le 7 mars 1929 et les travaux durèrent deux ans et demi. La nouvelle église de style néoroman est consacrée le 1er novembre 1931.
L'ancienne église resta à l'abandon de 1932 à 1954. Il fut alors décidé de démolir le bâtiment, bien que l'église ait été classée au patrimoine national. Une partie du mobilier et des dalles funéraires de l'ancienne église furent transférés dans la nouvelle église, où ils sont installés sous le clocher. Les fonts baptismaux (XVe siècle) de l'église Saint-Etienne proviennent également de l'ancienne église.
L'église Saint-Étienne de Bütgenbach est classée depuis la fin des années 1990.

## Description du bâtiment
L'église se situe au milieu du village, sur la place du marché. Son haut clocher lui donne d'être aperçue de très loin. L'édifice est de style néoroman et est en forme de croix latine.
- Le clocher est coiffé d'un toit donnant une allure rhénane à l'ensemble. Au-dessus du transept se tient une tour octogonale plus massive et large, néanmoins moins haute que le clocher.
- La façade principale, à gauche du clocher, est marquée d'une part par la présence d'une grande rosace centrale, d'autre part par le porche à trois ouvertures (sous la rosace). L'entrée principale se trouve sous le porche.
- La sacristie se trouve sur le côté droit de l'édifice et compte deux étages reliés par une petite tourelle octogonale.
- À l'intérieur, la grande et haute nef est flanquée de deux bas-côtés relativement hauts également. Le jubé occupe toute la largeur de l'édifice et porte un grand orgue. Sous le clocher se trouvent les quelques pierres tombales et les fonts baptismaux du XVe siècle, provenant de l'ancienne église.

## Restauration
En 2008, le conseil municipal a décidé de restaurer l'édifice. La restauration a débuté en août 2008 par la rénovation des toitures et de la pose d'ardoises sur les murs de la tour de croisée pour arrêter les infiltrations d'eau et les dégradations à l'intérieur de l'édifice.
Le projet prévoyait en outre un entretien des maçonneries des façades extérieures, l'installation d'un système de chauffage économique, un rafraîchissement des parois intérieures et la percée de la voûte qui avait été ajoutée dans les années 1950 au niveau de la tour de croisée.
Le tout devait redonner l'aspect architectural intérieur initial de l'édifice tel qu'il a été imaginé par l'architecte Henry Cunibert. Les travaux furent terminés et l'église fut rouverte au culte en décembre 2010. L'intérieur présente désormais un espace bien plus lumineux et imposant qu'avant.

## Galerie

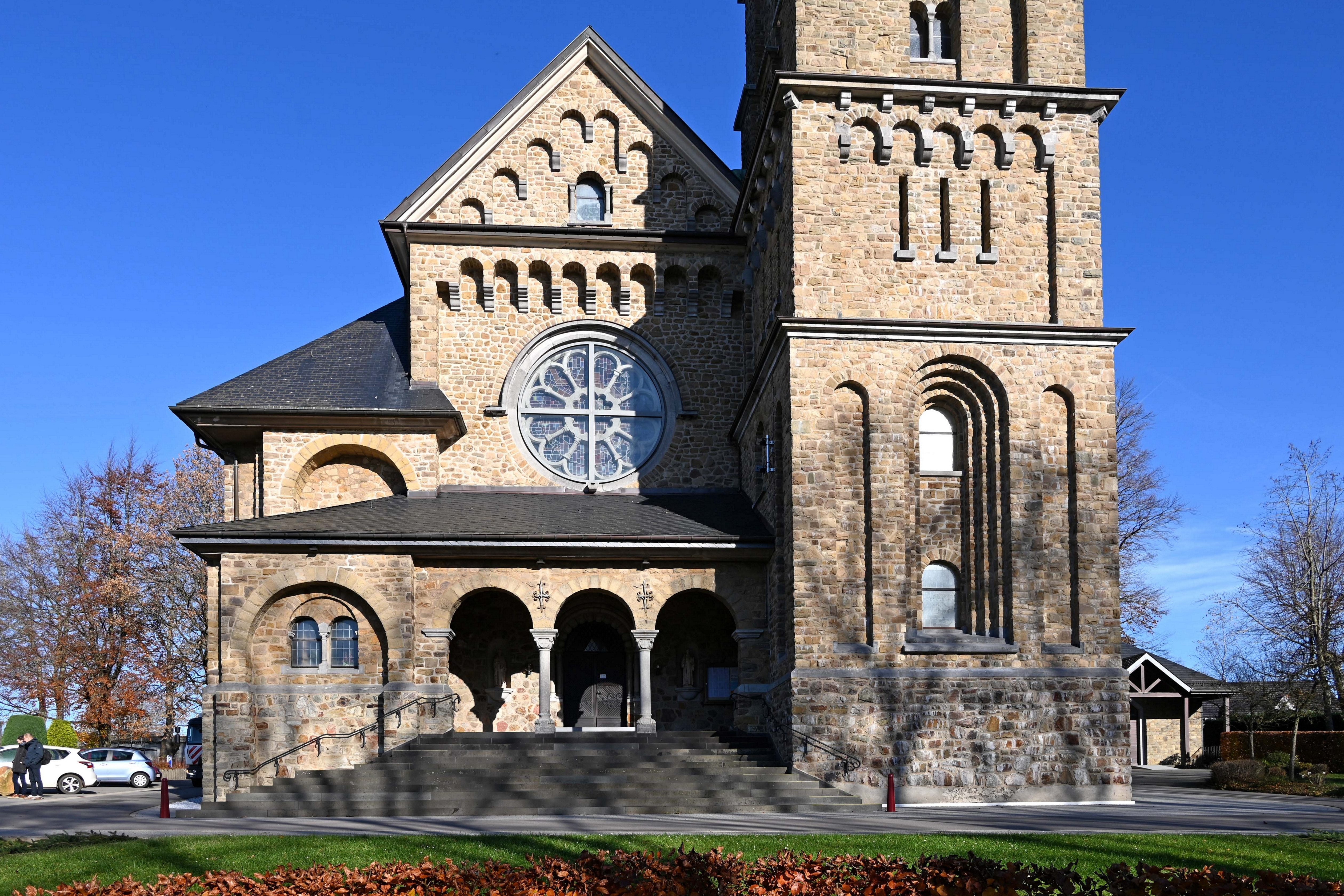
Façade de l'église.
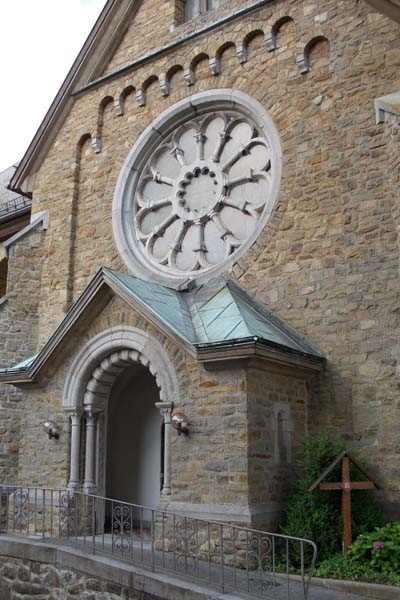
Porte d'entrée.
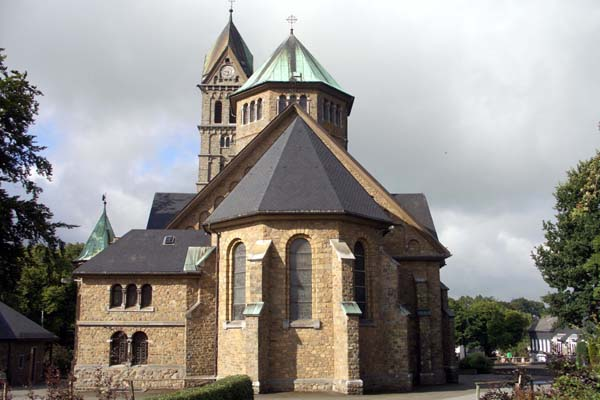
l'Église vue par derrière.
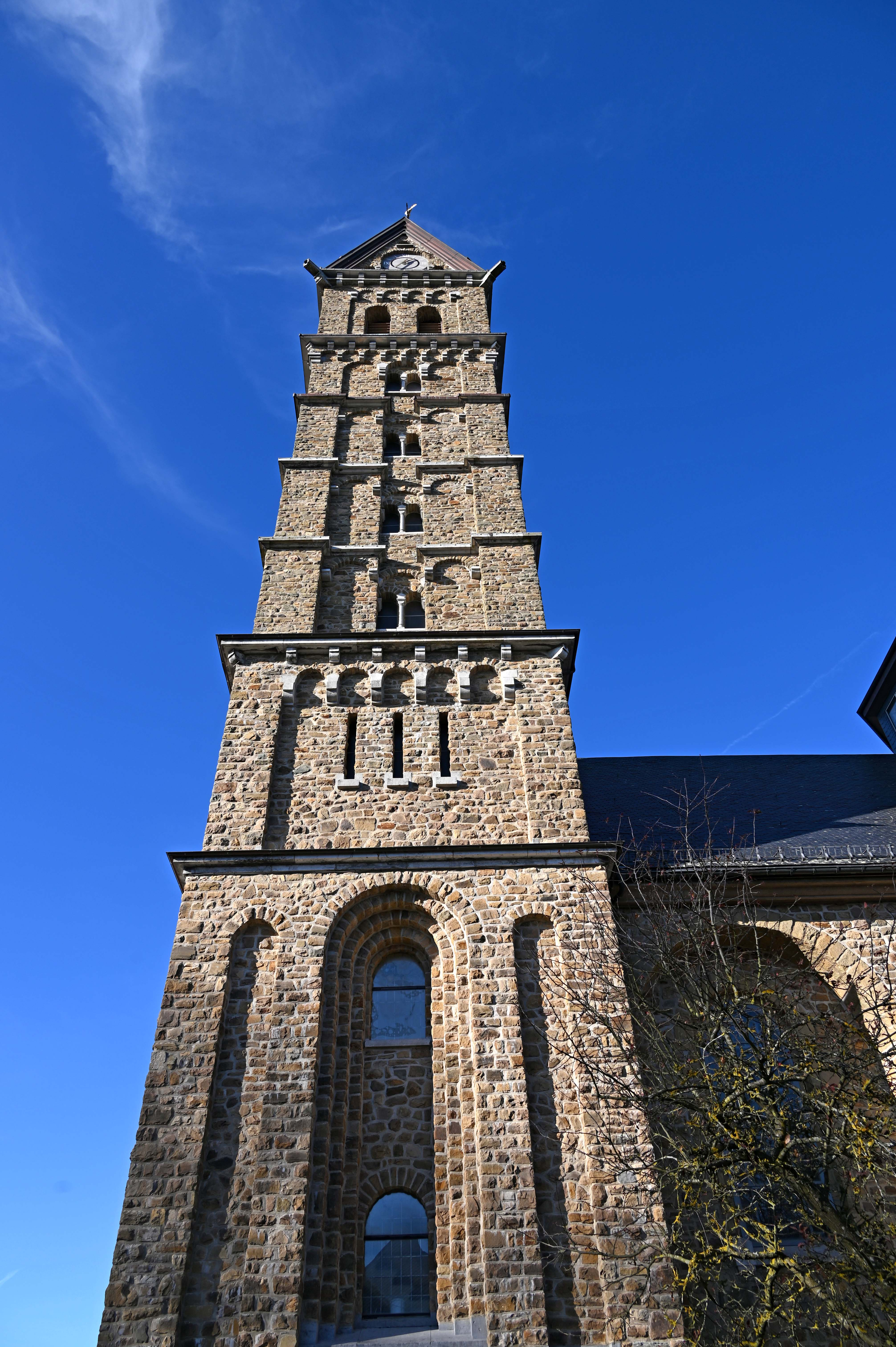
Clocher de l'église.
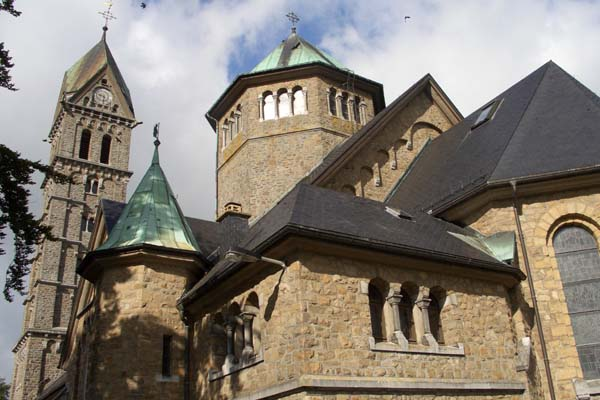
Toit de l'église.
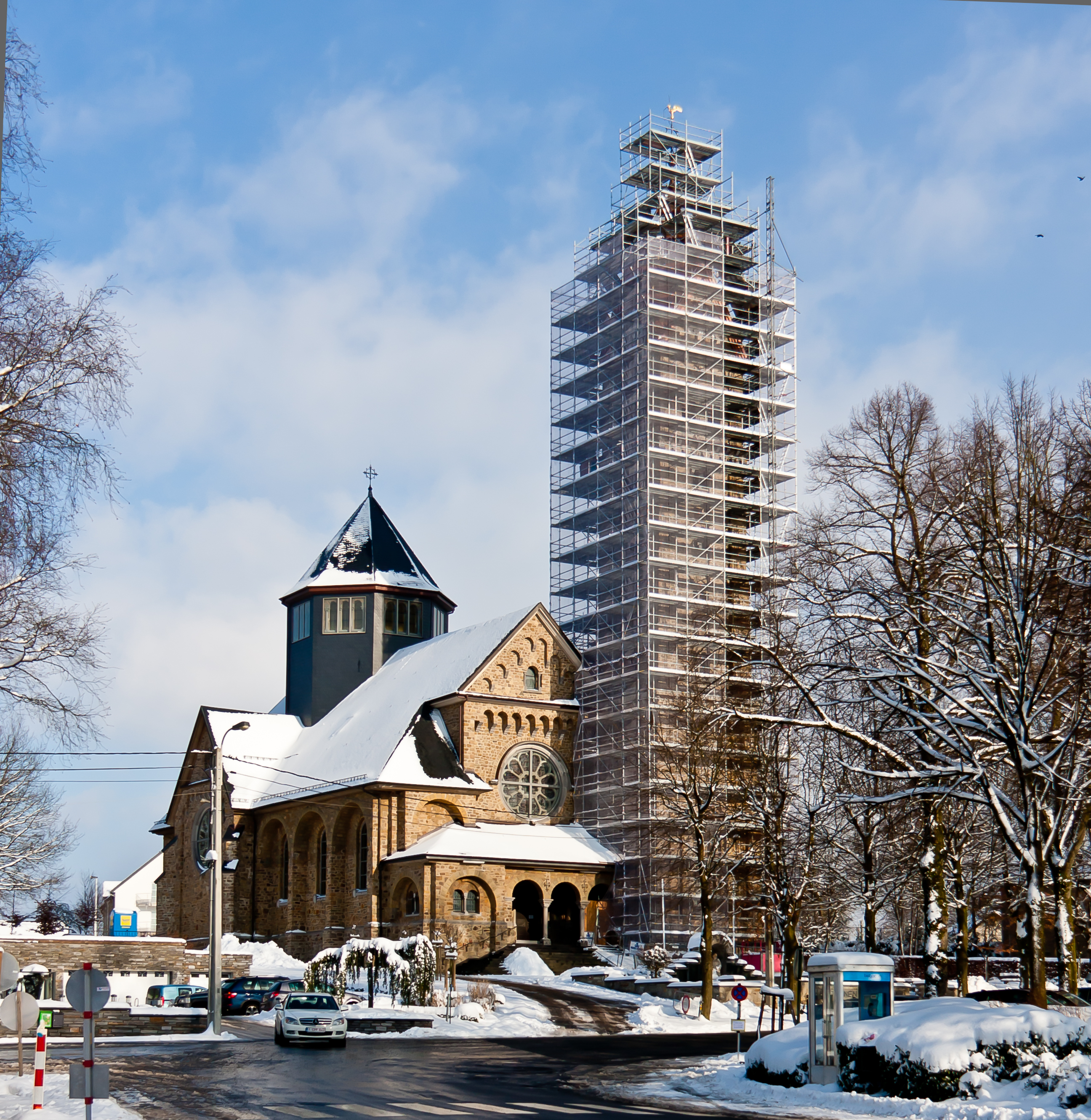
l'Église sous la neige.
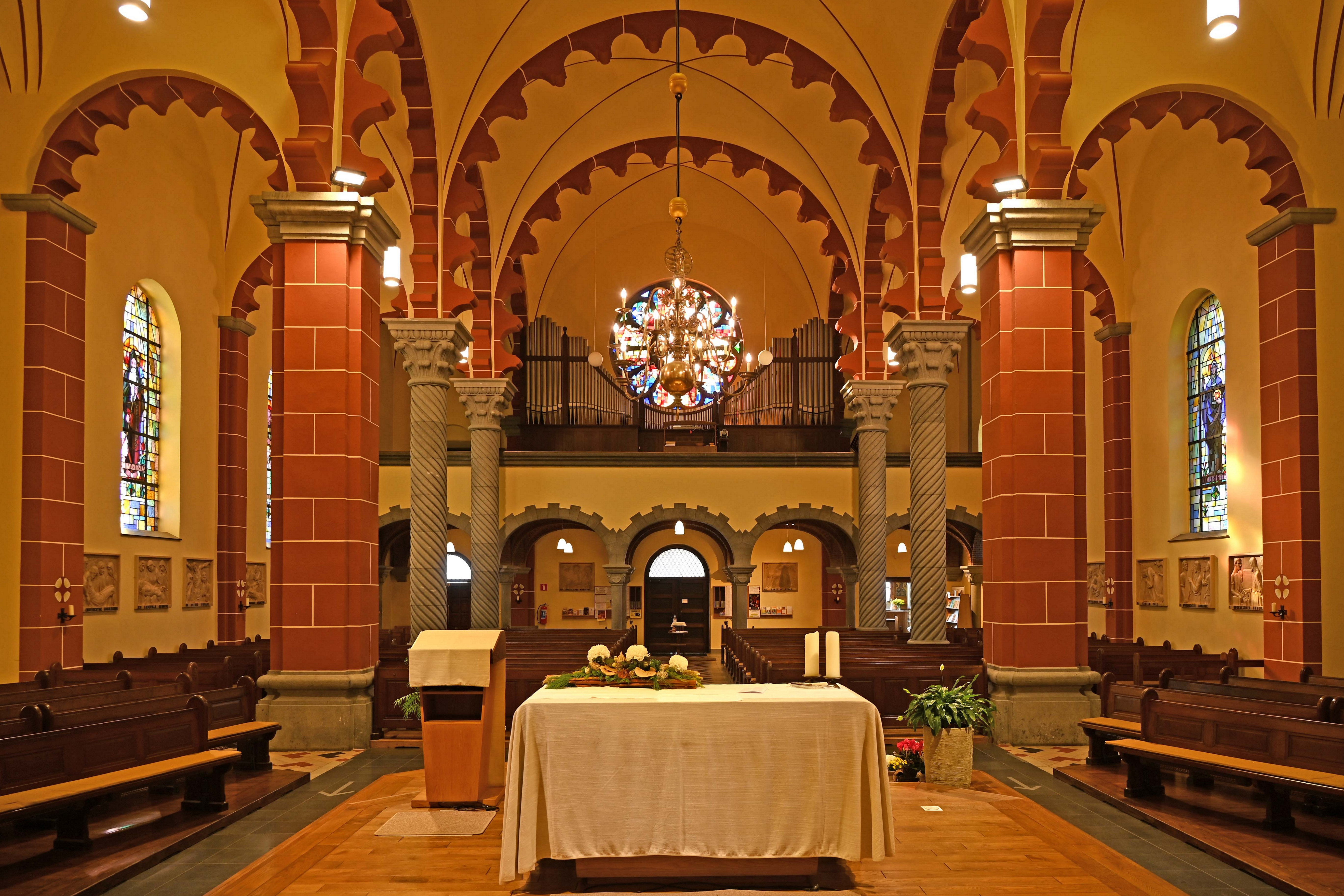
l'Autel à l'intérieur de l'église.
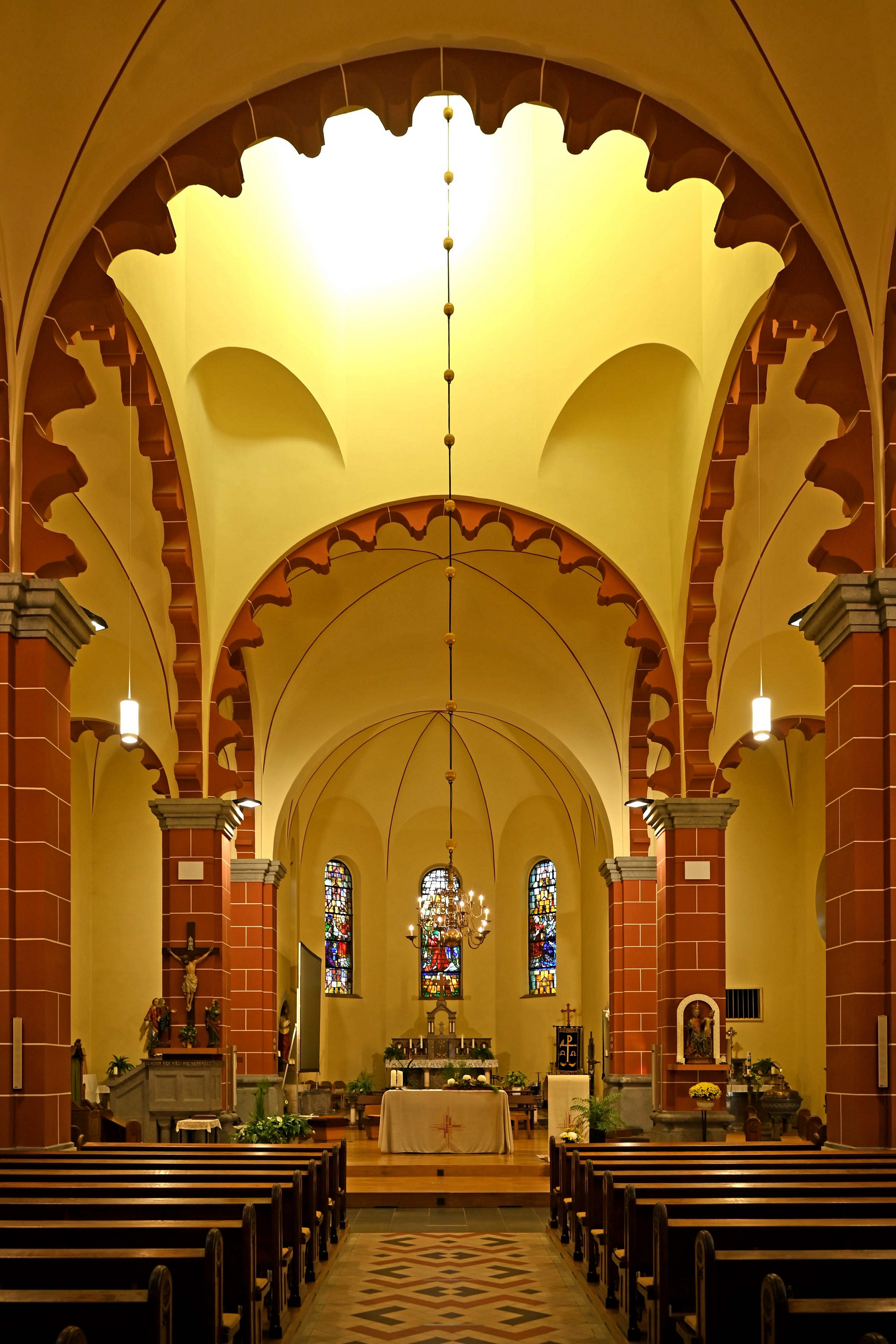
Les vitraux et le crucifix.
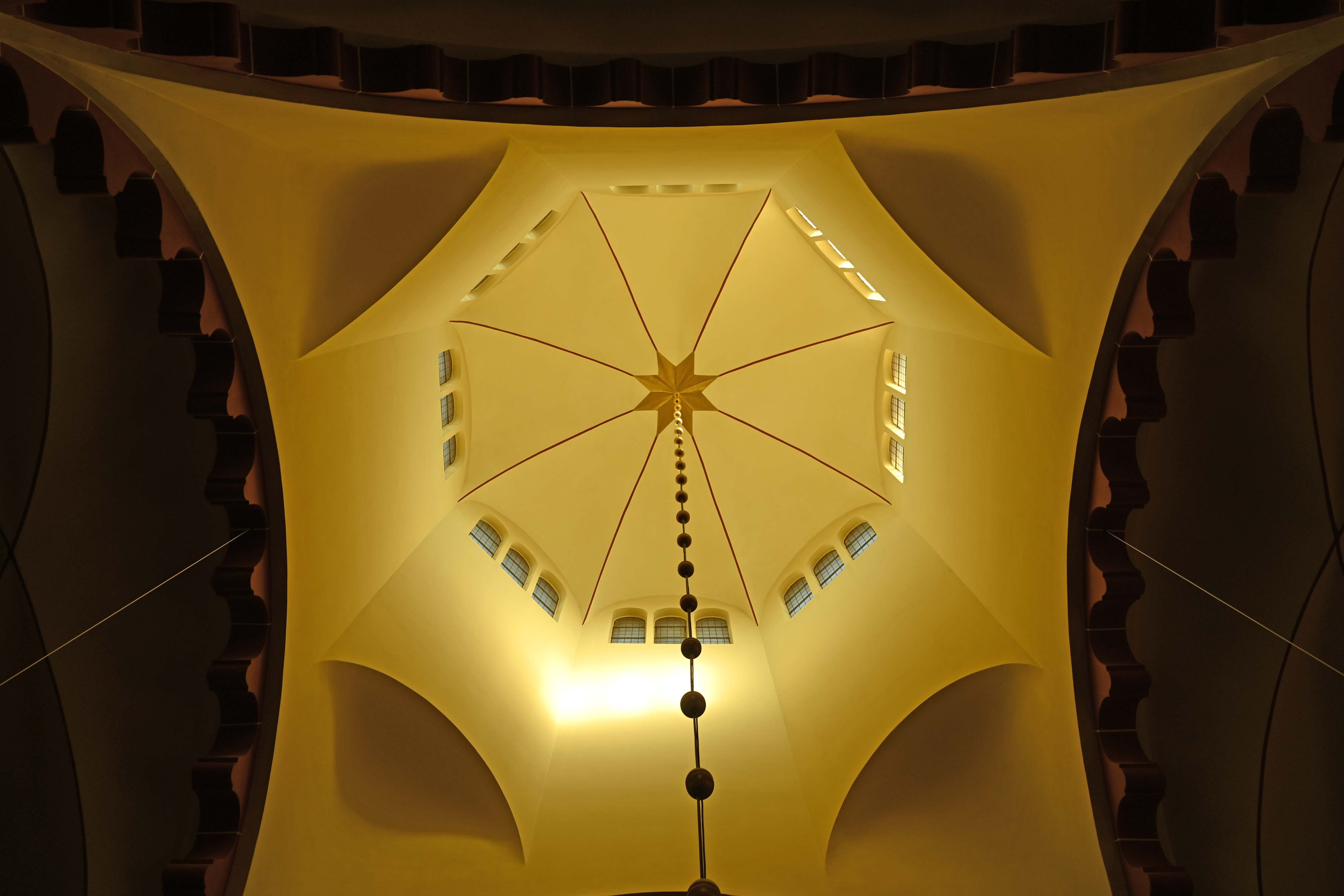
La coupole.
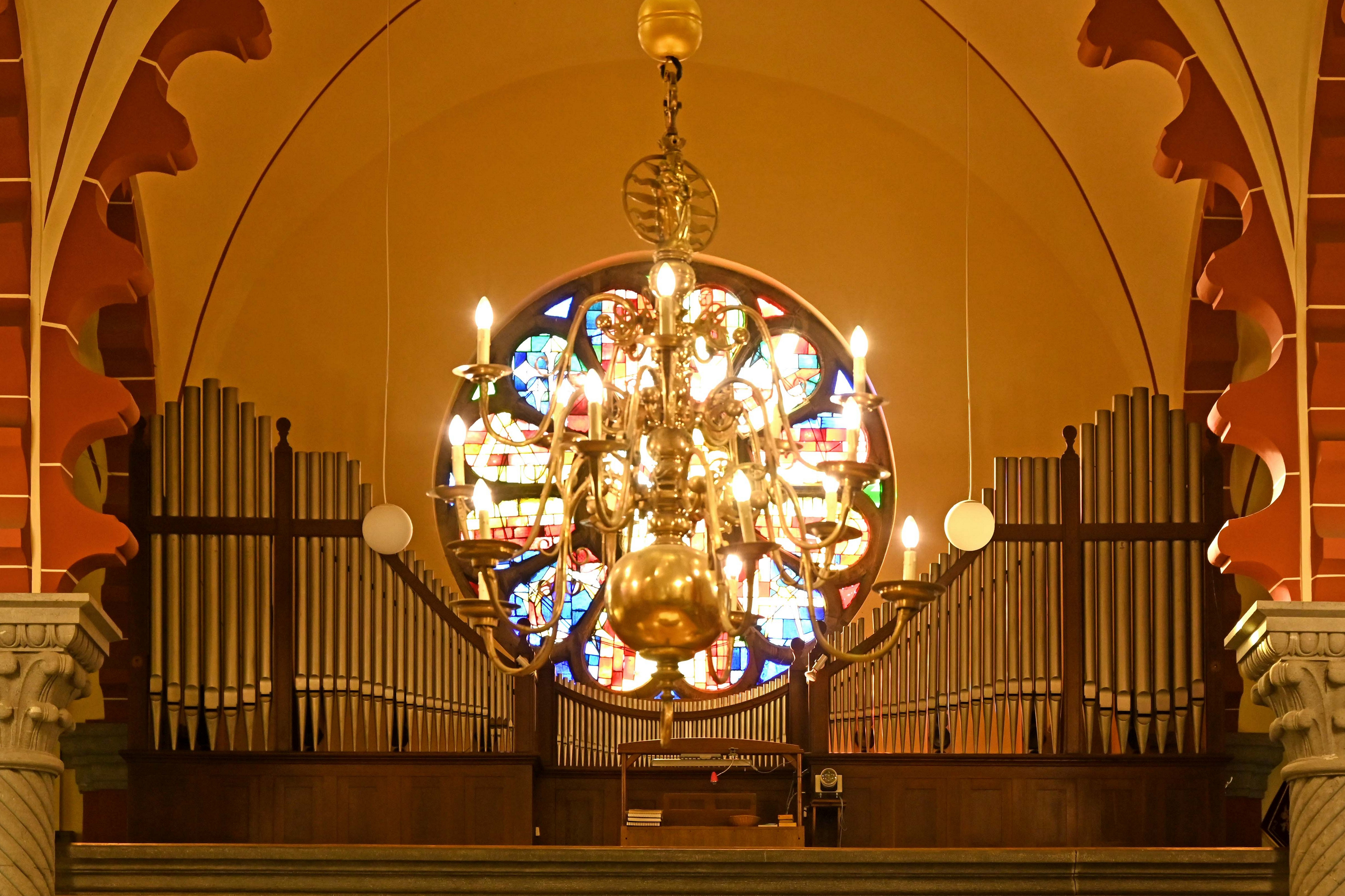
l'Orgue.